# Клеменс фон Шенборн-Візентгайд
Граф Клеменс Франц Ервайн Вільгельм Артур Боніфаціус фон Шенборн-Візентгайд (нім. Clemens Franz Erwein Wilhelm Arthur Bonifacius Graf von Schönborn-Wiesentheid; 3 квітня 1905, Мюнхен, Німецька імперія — 30 серпня 1944, Софія, Третє Болгарське царство) — німецький льотчик штурмової авіації, оберст люфтваффе (1 червня 1943). Кавалер Лицарського хреста Залізного хреста.

## Біографія
В 1928 році вступив в рейхсвер. Пройшов секретну льотну підготовку. В 1934 році переведений в люфтваффе і в 1935 році зарахований в штаб 132-ї винищувальної ескадри. В 1936 року переведений в 165-у (з травня 1939 року — 77-у ескадру пікіруючих бомбардувальників). З вересня 1937 року — командир 2-ї групи своєї ескадри. Учасник Польської і Французької кампаній. Під час боїв під Седаном 15 травня 1940 року очолив 77-у ескадру пікіруючих бомбардувальників. Учасник Німецько-радянської війни. 25 липня 1942 року призначений начальником 1-го училища штурмової авіації в Вертгаймі, а 8 грудня 1942 року — командиром 101-ї ескадри пікіруючих бомбардувальників. З жовтня 1943 року — командир 103-ї ескадри підтримки сухопутних військ, дислокованої в Меці. В червні 1944 року очолив військово-повітряну місію в Болгарії, ставши одночасно військово-повітряним аташе німецького посольства в Софії. 30 серпня 1944 року літак Fi.156, на якому летів Шенборн, зазнав аварії, і він загинув.

## Сім'я
20 квітня 1933 року одружився з графинею Марією Доротеєю Геральдіною Йоганною Кларою цу Паппенгайм (1908—1991). В пари народились 4 дітей:
- Прісцилла Ірена Франциска Елізабет Марія Барбара (5 лютого 1934)
- Манфред Клеменс Зігфрід Карл Теодор (1935—1989)
- Кларісса Розаріо Луїза Доротея (14 жовтня 1936)
- Франц Клеменс Карл Александер Губертус (3 жовтня 1939, Бреслау)

## Нагороди
- Нагрудний знак пілота
- Медаль «За вислугу років у Вермахті» 4-го класу (4 років)
- Медаль «У пам'ять 13 березня 1938 року»
- Медаль «У пам'ять 1 жовтня 1938»
- Залізний хрест 2-го і 1-го класу
- Лицарський хрест Залізного хреста (21 липня 1940)
- Орден «Доблесний авіатор», офіцерський хрест (Румунське королівство; 11 жовтня 1941)[2]
- Авіаційна планка бомбардувальника в золоті
- Медаль «За зимову кампанію на Сході 1941/42»
- Кримський щит